# Берестейский повет
Брестский повет — административно-территориальная единица в составе Подляшского, позже Берестейского воеводства Великого княжества Литовского. Столица — город Брест.

## Символика
Поветовое знамя было голубого цвета, с изображением Погони на красном поле.
Городские гербы получили Белая, Брест, Высокое, Городец, Каменец, Кобрин, Кодань, Малеч, Милейчице, Песчатка, Пружаны, Словатичи, Шерешёво, Янов-Подляшский.

## История
Образовался в 1513 году в составе Подляшского воеводства. Согласно административно-территориальной реформы (1565—1566) повет вошёл в состав Берестейского воеводства. Одновременно в его состав была включена территория отменённых Кобринского и Каменецкого поветов.
В 1616 году от Брестского повета Великого княжества Литовского к Мельникскому повету Подляшского воеводства Королевства Польского присоединили имения Бокавичи, Витулин, Городище, Козерады, Межиречье, Полюбичи, Росошь, Яблонь и другие.
В 1791 году, в соответствии с Конституцией Речи Посполитой, из состава Брестского повета выделили Кобринский повет с центром в Кобрине.
В результате третьего раздела Речи Посполитой (1795) бо́льшая часть повета оказалась в составе Российской империи, западная часть отошла Австрии.

## География

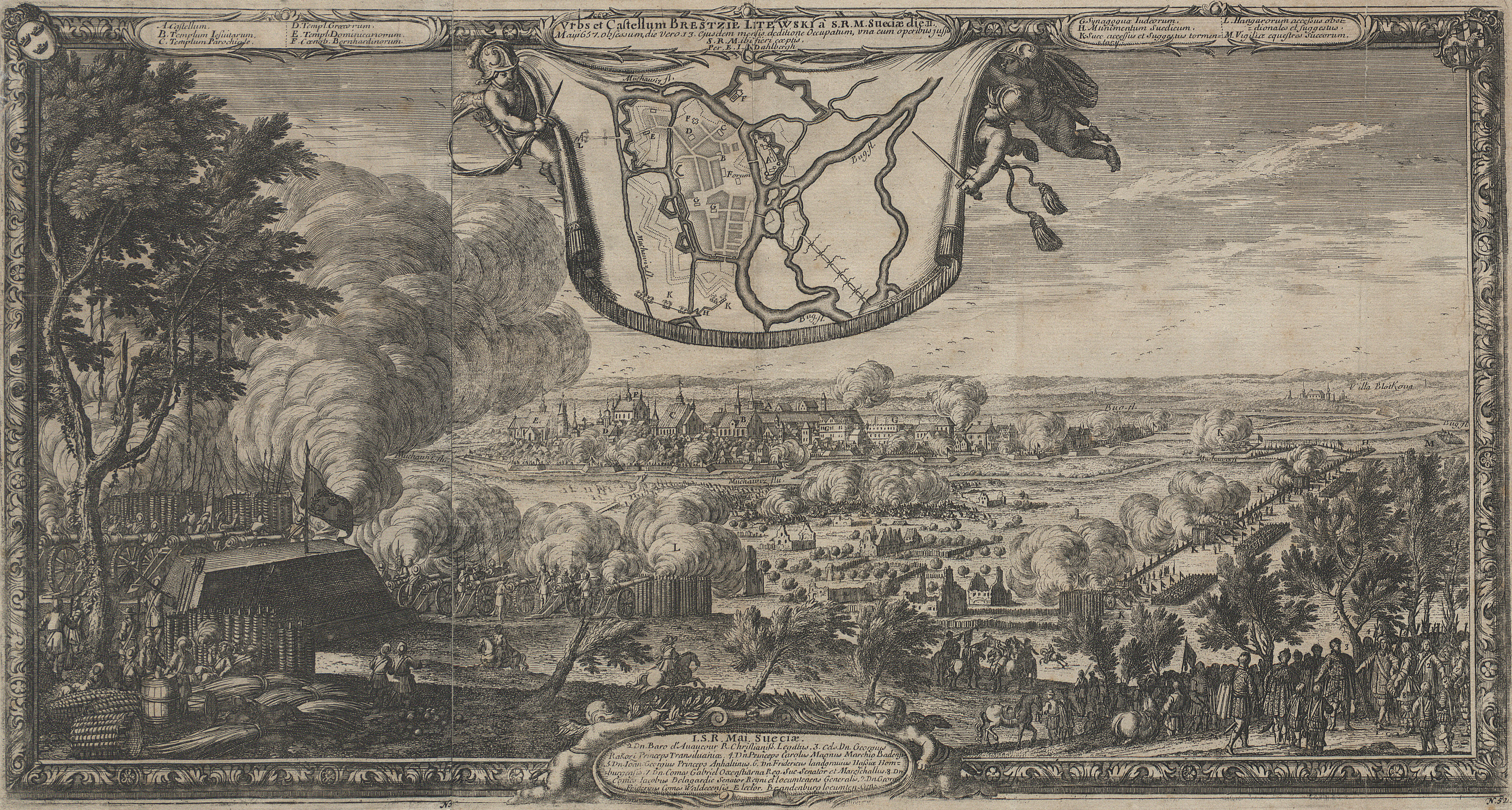
Осада Бреста, 1657

На севере граничил с Мельникским поветом Подляшского воеводства и Волковысским поветом Новогрудского воеводства, на востоке — со Слонимским поветом Новогрудского воеводства и Пинским поветом Берестейского воеводства, на юге и западе — с королевством Польским.
В состав Брестского повета входила территория города Бреста, Зёловского, Каменецкого, Кобринского, Шарашовского староств и прилегающих частных имений.
Наиболее значительные города и городки: Белая, Картузская Берёза, Вишницы, Волчин, Высокое, Анна, Городище, Дивин, Каменец, Кобрин, Кодань, Докудов, Межиречье, Пружаны, Песчатка, Ряженка, Словатичи, Влодава, Чернавчицы, Шерешёво, Янов-Подляшский. Также на территории повета находились города и городки Антополь, Городец, Домачево, Малеч, Милейчице, Селец.
Магдебургским правом пользовались Белая (1 (11) июня 1621 года), Брест (15 августа 1390 года), Высокое (1494), Городец (10 (20) декабря 1589 года), Дивин (1642), Каменец (26 июня 1503 года), Кобрин (10 (20) декабря 1589 года), Кодань (1511), Малеч (6 (16) июня 1645 года), Межиречье (XV в.), Милейчице (1516), Пружаны (6 (16) мая 1589 года), Песчатка (1530), Словатичи (1577), Влодава (1534), Чернавчицы (1718), Шерешёво (1726).

## Демография

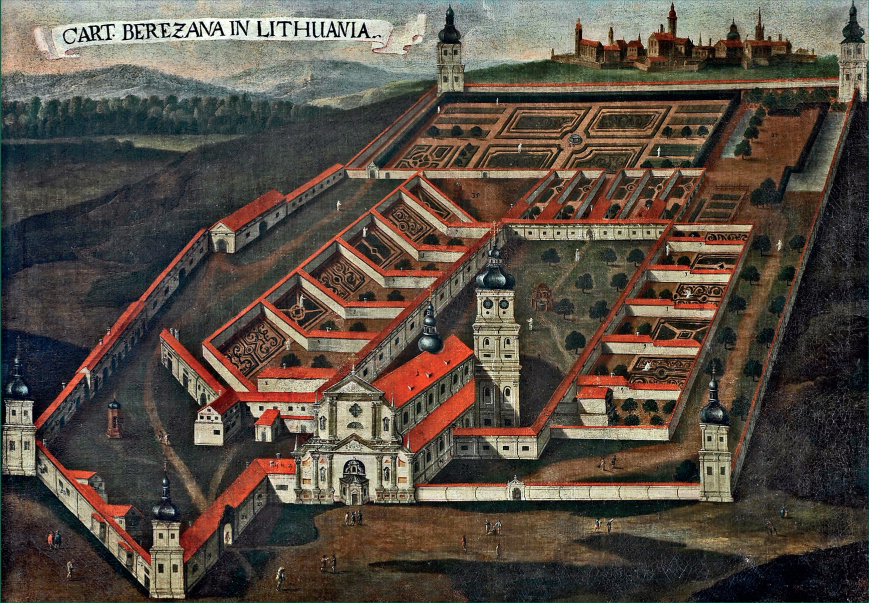
Монастырь в Картузской Берёзе

В середине XVII в. в Брестском повете насчитывалось 40 455 дымов. Согласно современным подсчётам, до войны Русского царства с Речью Посполитой (1654—1667) численность населения составляла около 283 тыс. чел., после войны оно сократилось до 147 тыс. чел.
На 1775 год повет насчитывал 32 554 дымов.

## Управление поветом
Поветовый сеймик проходил в Бресте, там же размещались подкоморский, земский и гродский суды. Брестская шляхта выбирала двух послов на Вальный сейм и двух депутатов в Главный трибунал.

## Архитектура
На территории Брестщины сложилась давняя традиция деревянного и каменного зодчества. В XVII в. в здешнюю каменную архитектуру пришла стилистика барокко, в XVIII в. — виленского барокко и классицизма.

Памятники деревянного зодчества
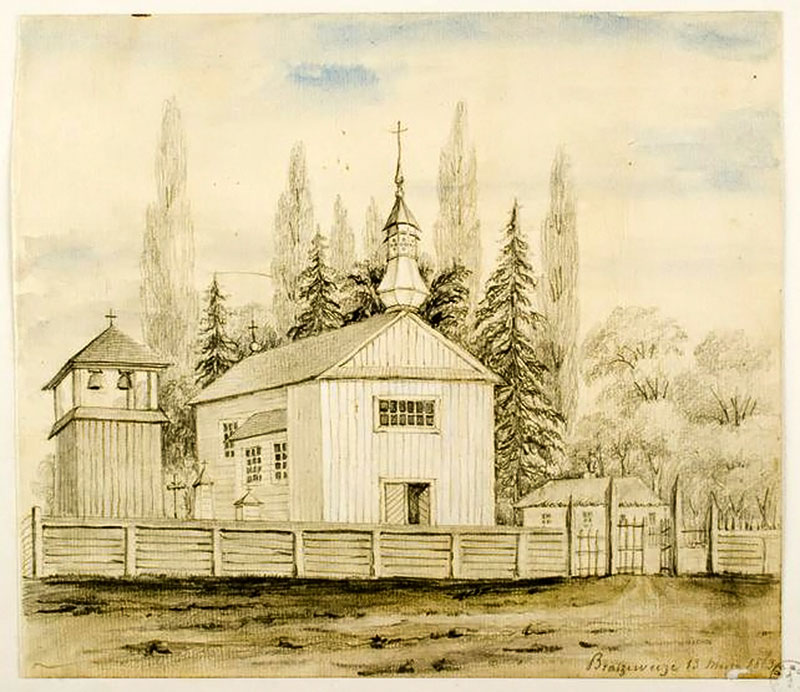
Спасская церковь, Брашевичи
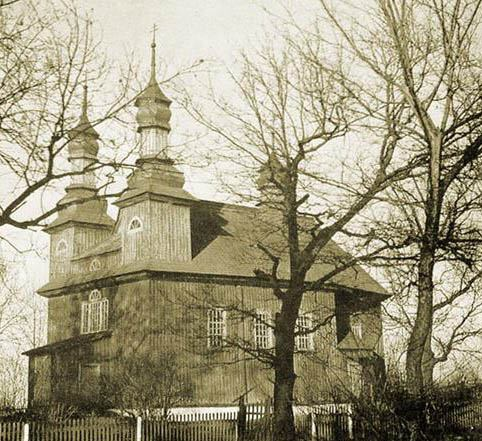
Юрьевская церковь, Воловель
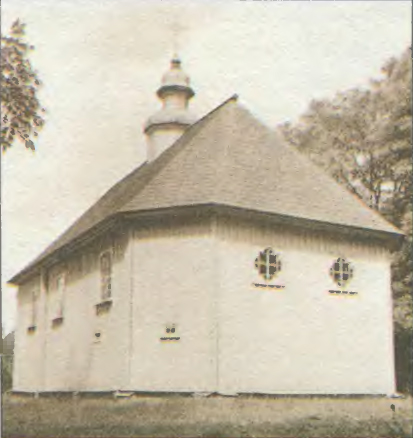
Церковь Рождества Богородицы, Войская
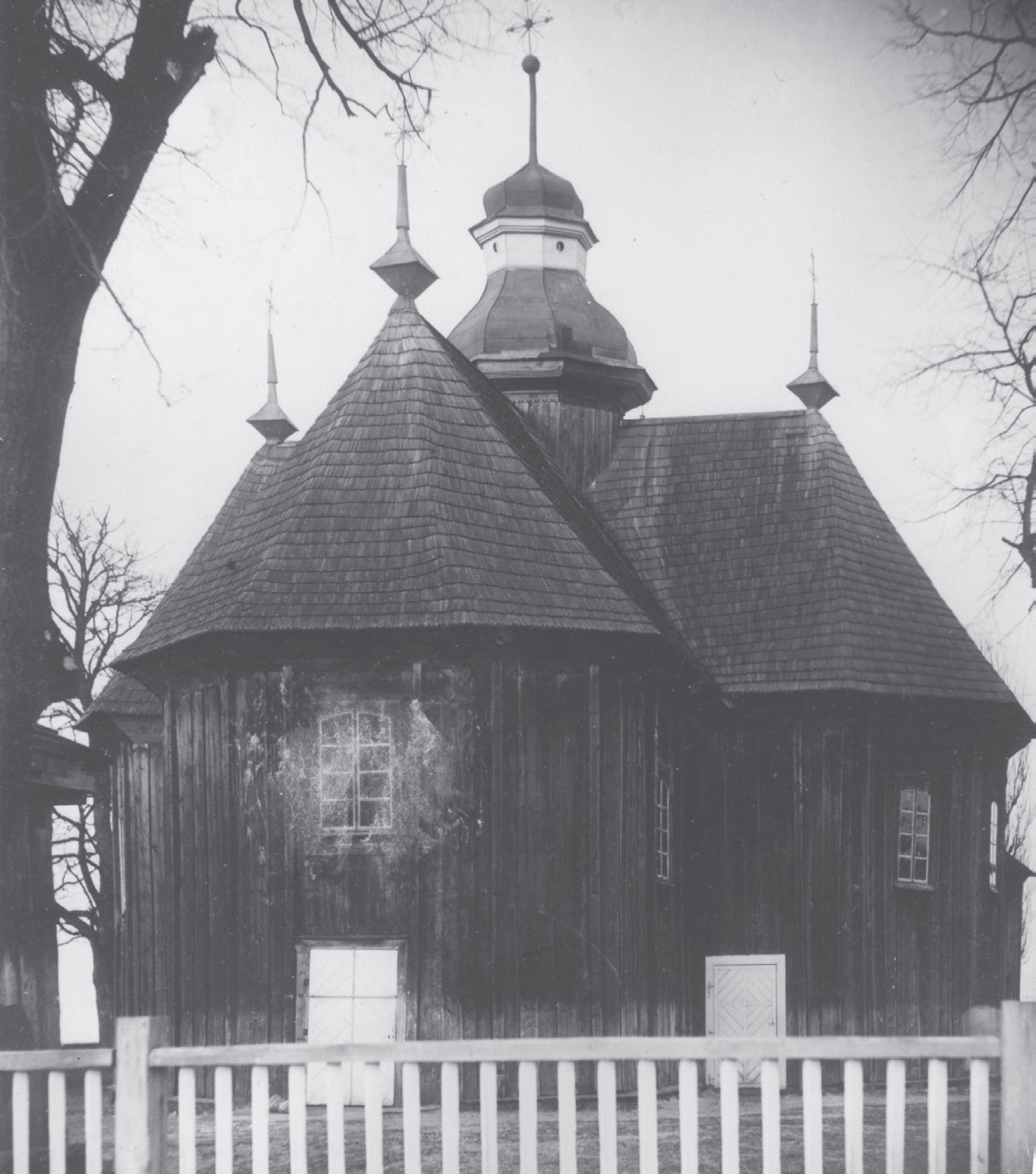
Церковь, Головчицы
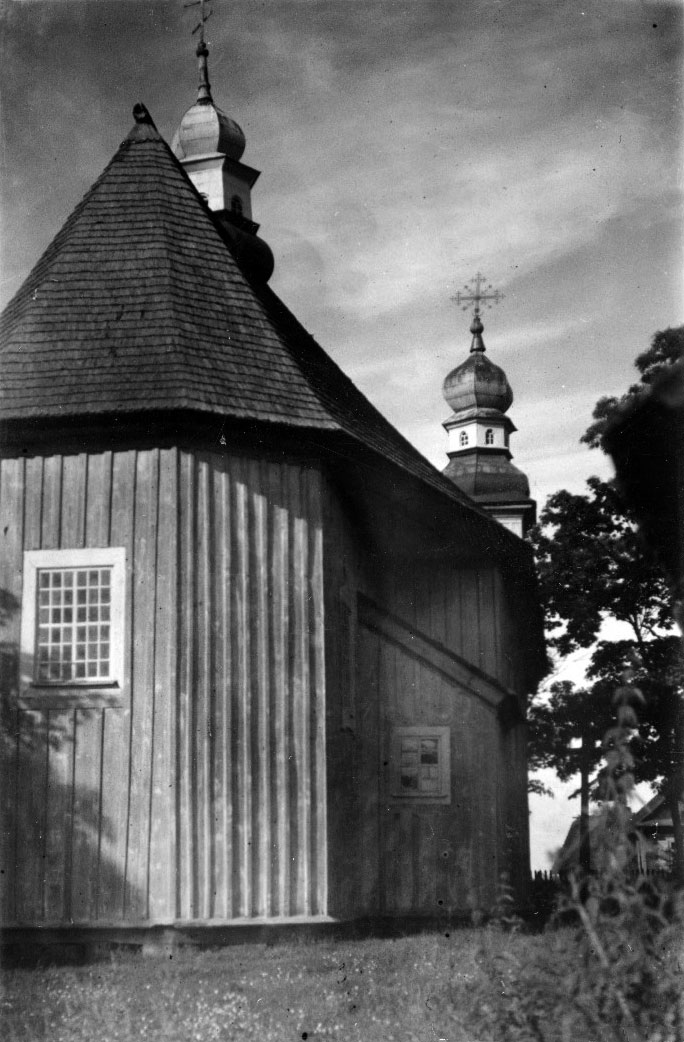
Пятницкая церковь, Дивин
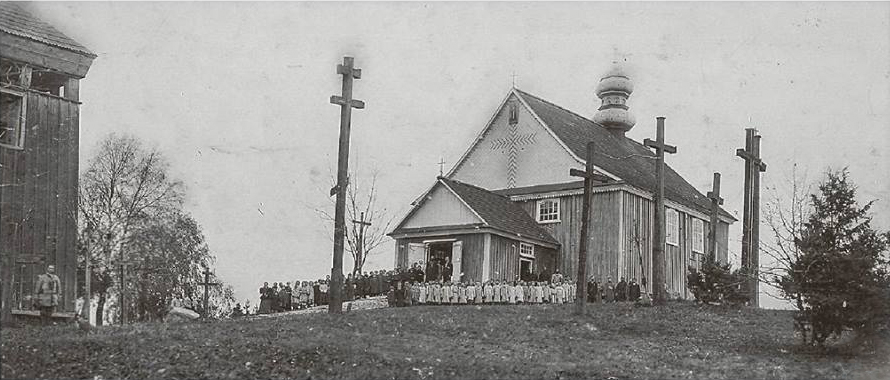
Церковь, Каменец
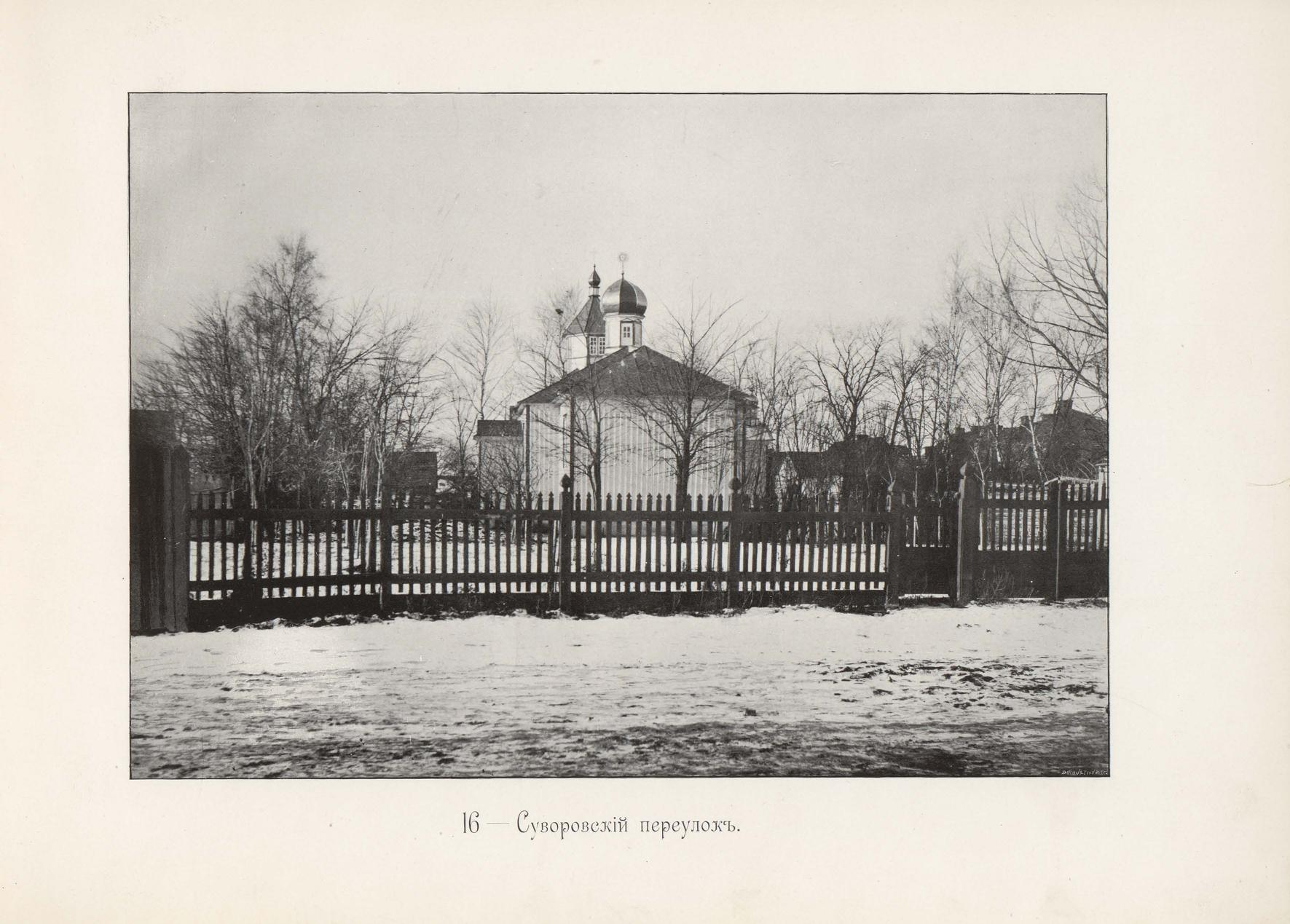
Церковь, Кобрин
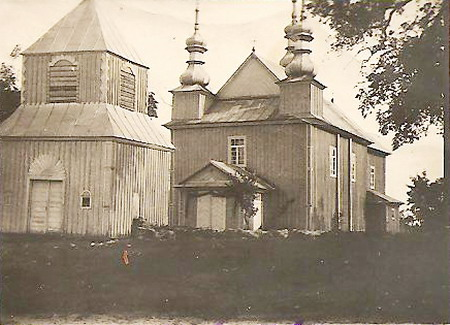
Церковь, Кринки
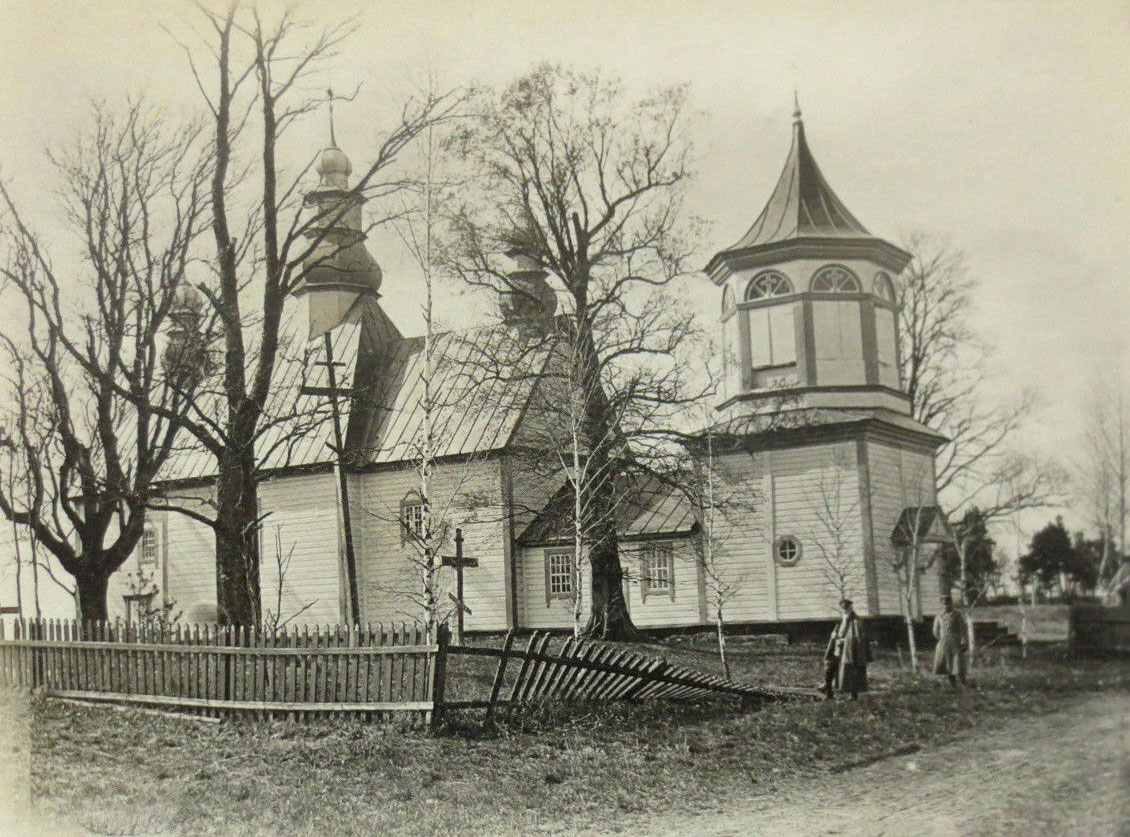
Спасская церковь, Олтуш
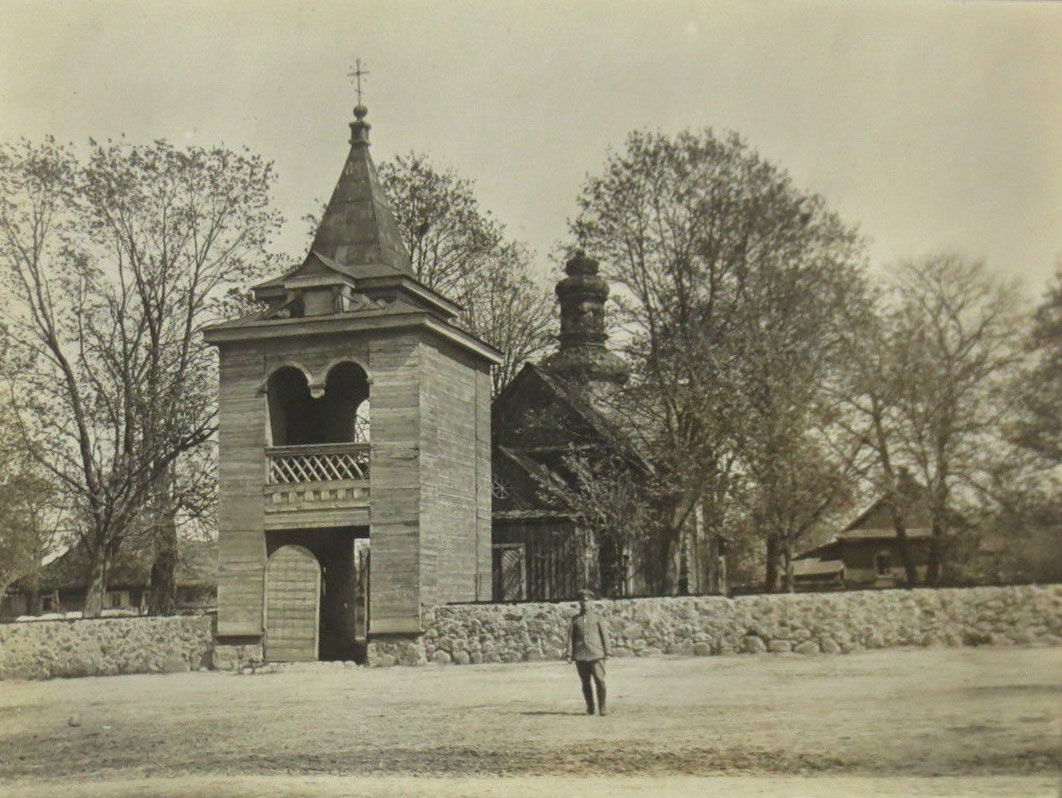
Церковь, Чернавчицы
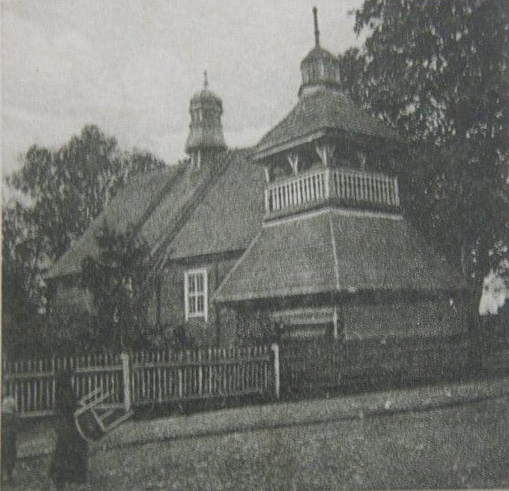
Церковь Рождества Богородицы, Шерешёво
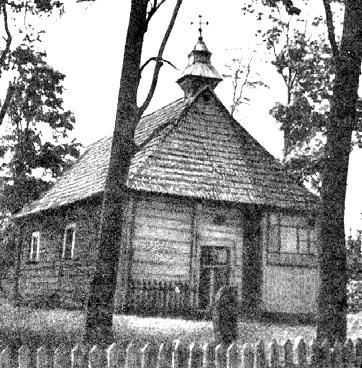
Церковь, Елово

Памятники каменного зодчества
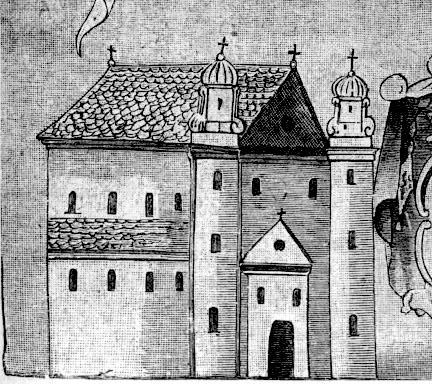
Никольская церковь, Брест
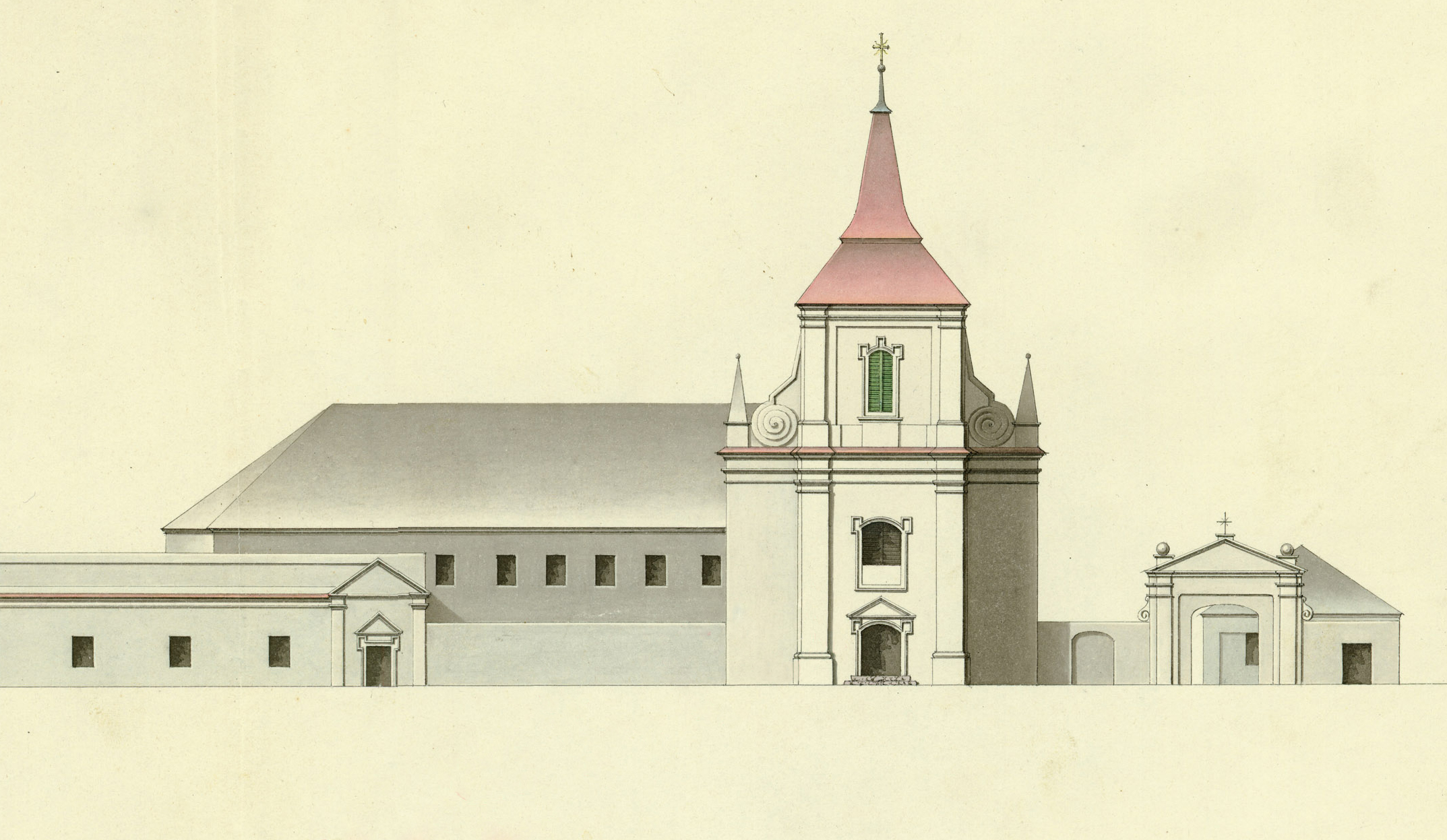
Монастырь августинцев, Брест
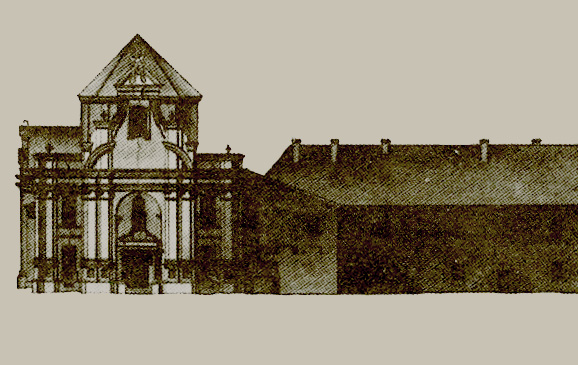
Монастырь бригиток, Брест
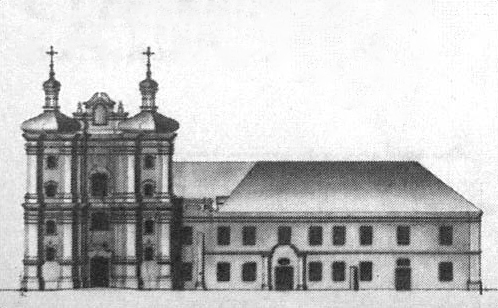
Монастырь бернардинок в Бресте, виленское барокко
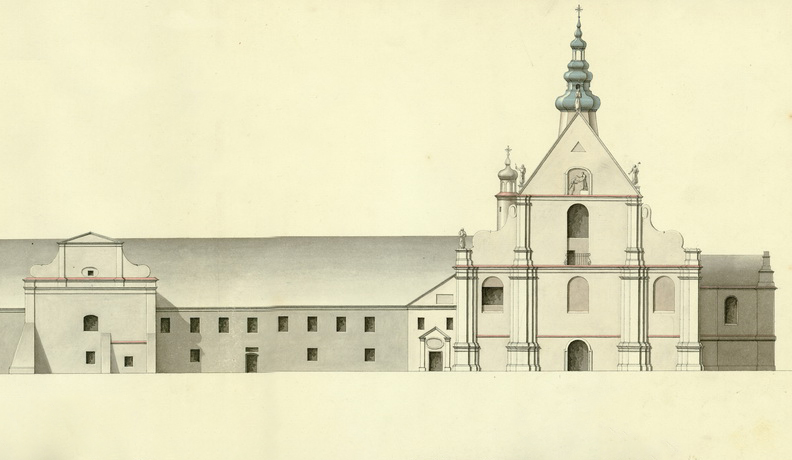
Монастырь бернардинок, Брест
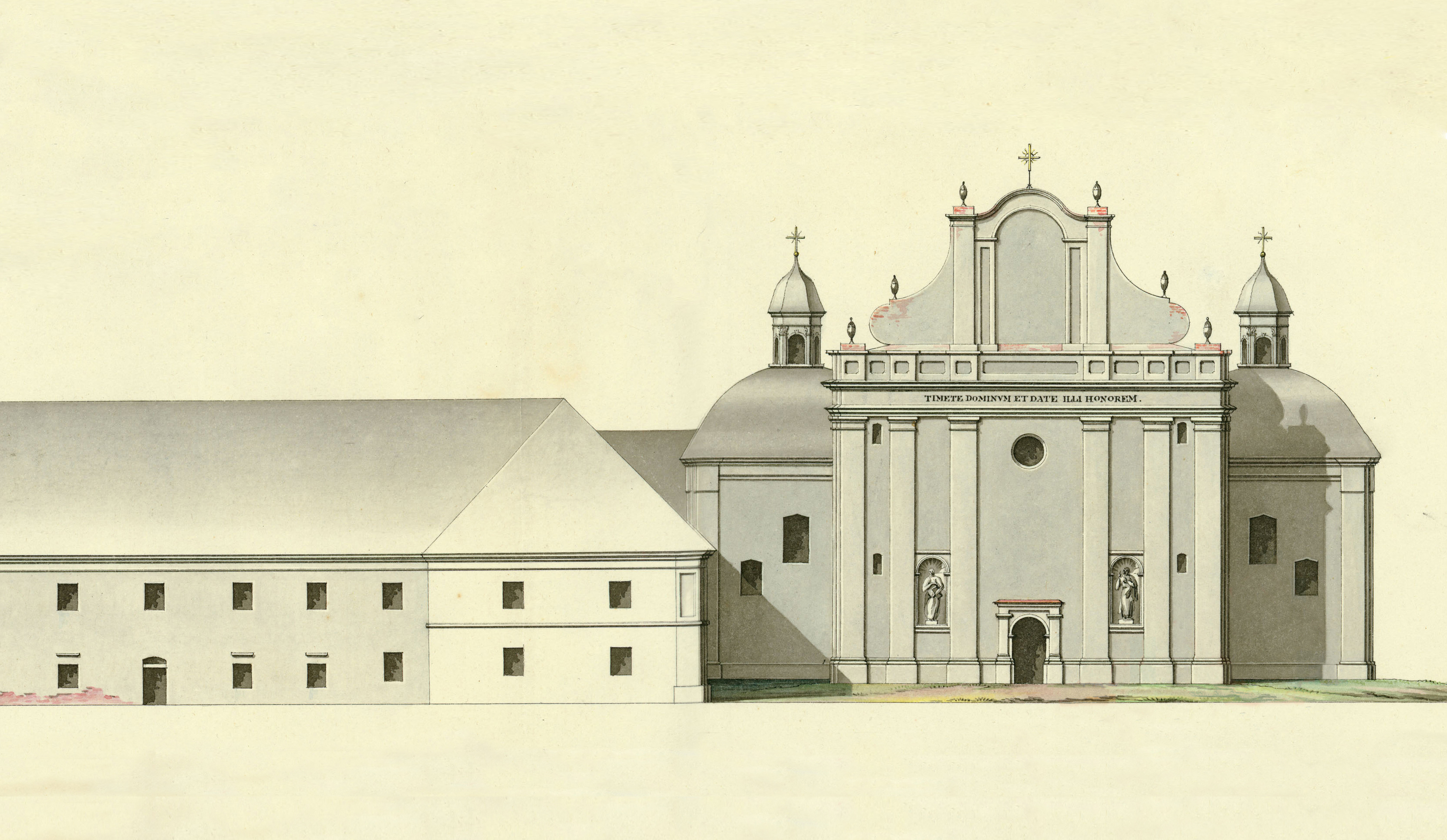
Монастырь тринитариев, Брест
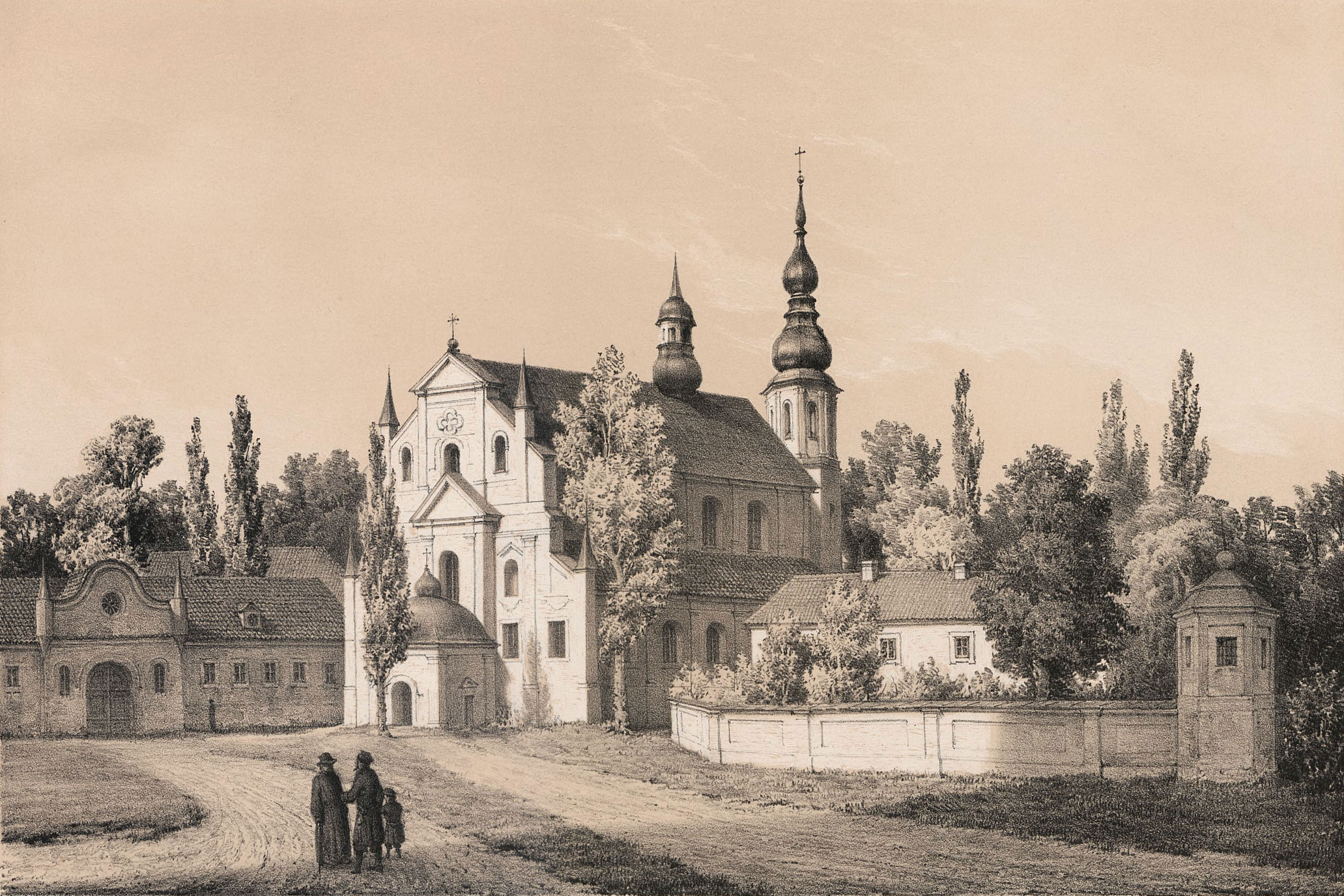
Костёл, Картузская Берёза
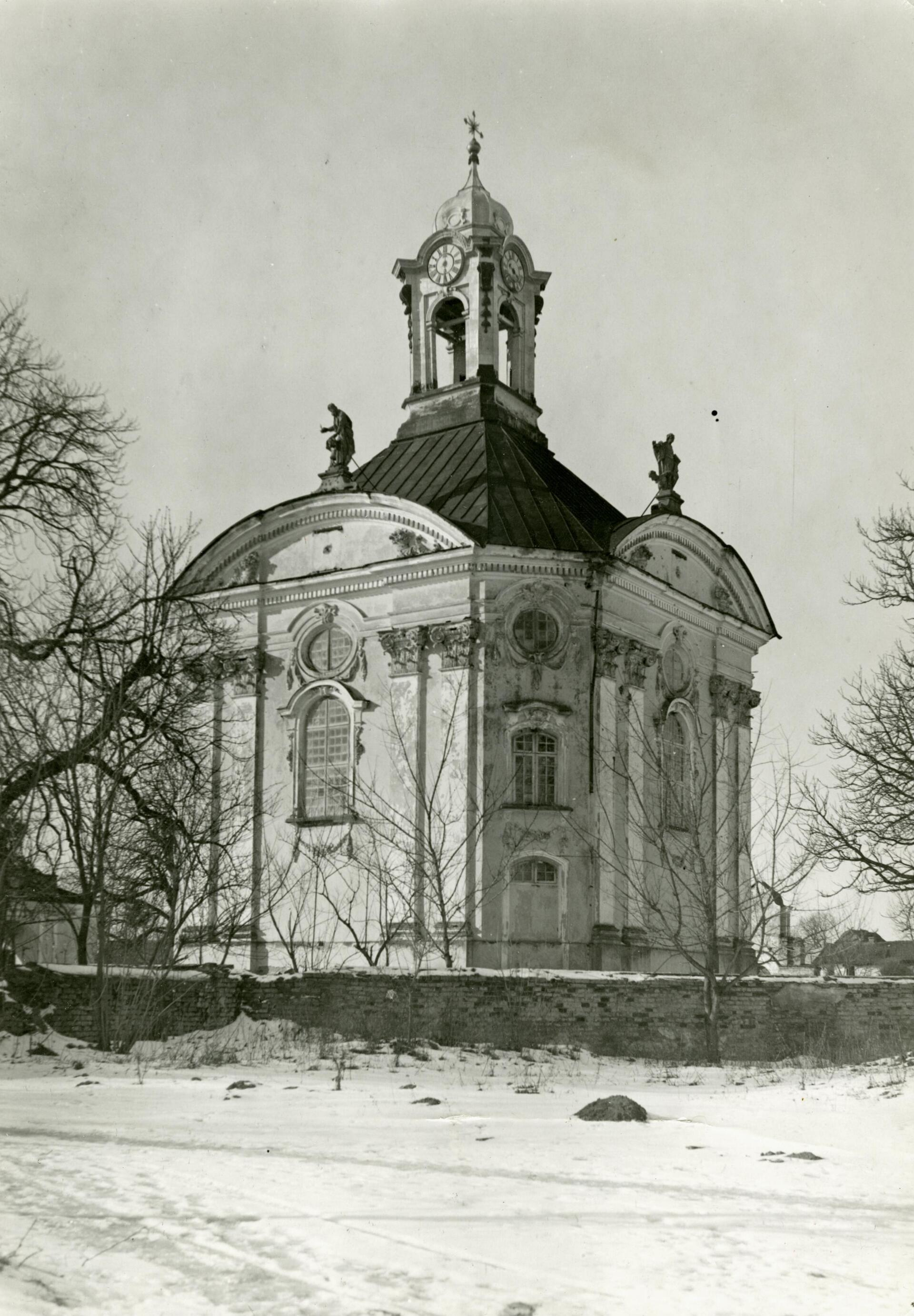
Костёл, Волчин
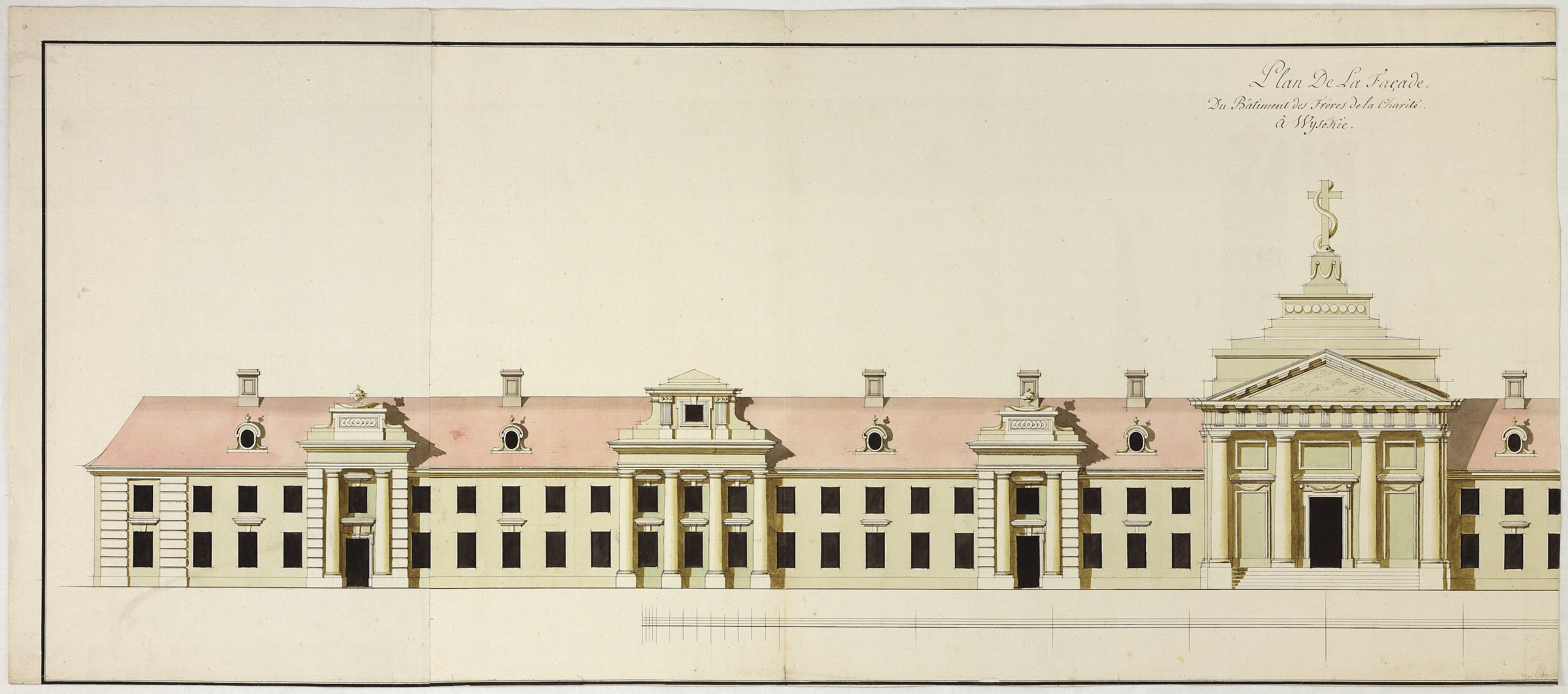
Монастырь бонифратов, Высокое
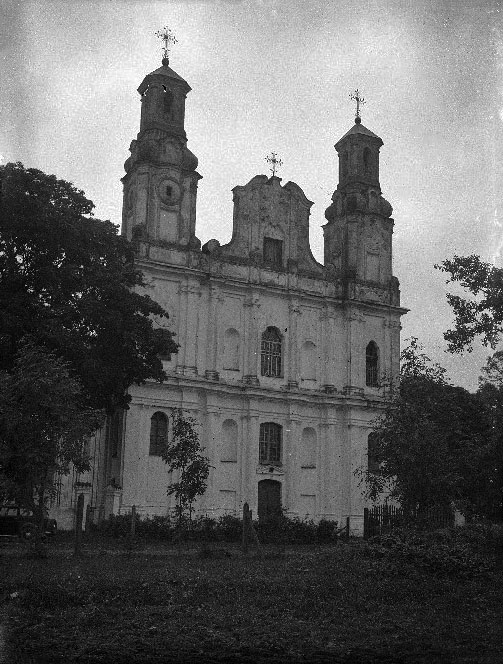
Богоявленская церковь в Тараканах, виленское барокко
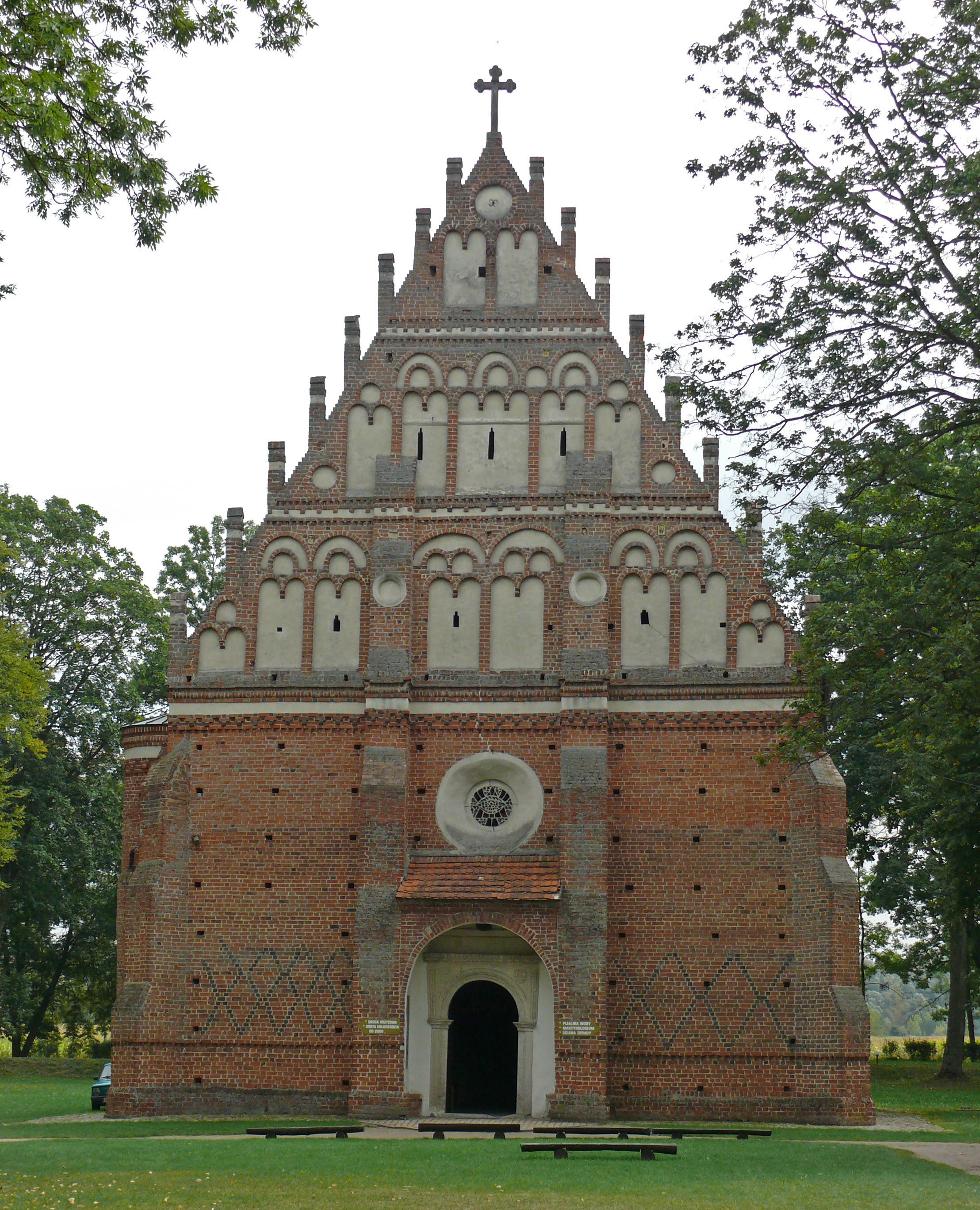
Духовская церковь, Кодань
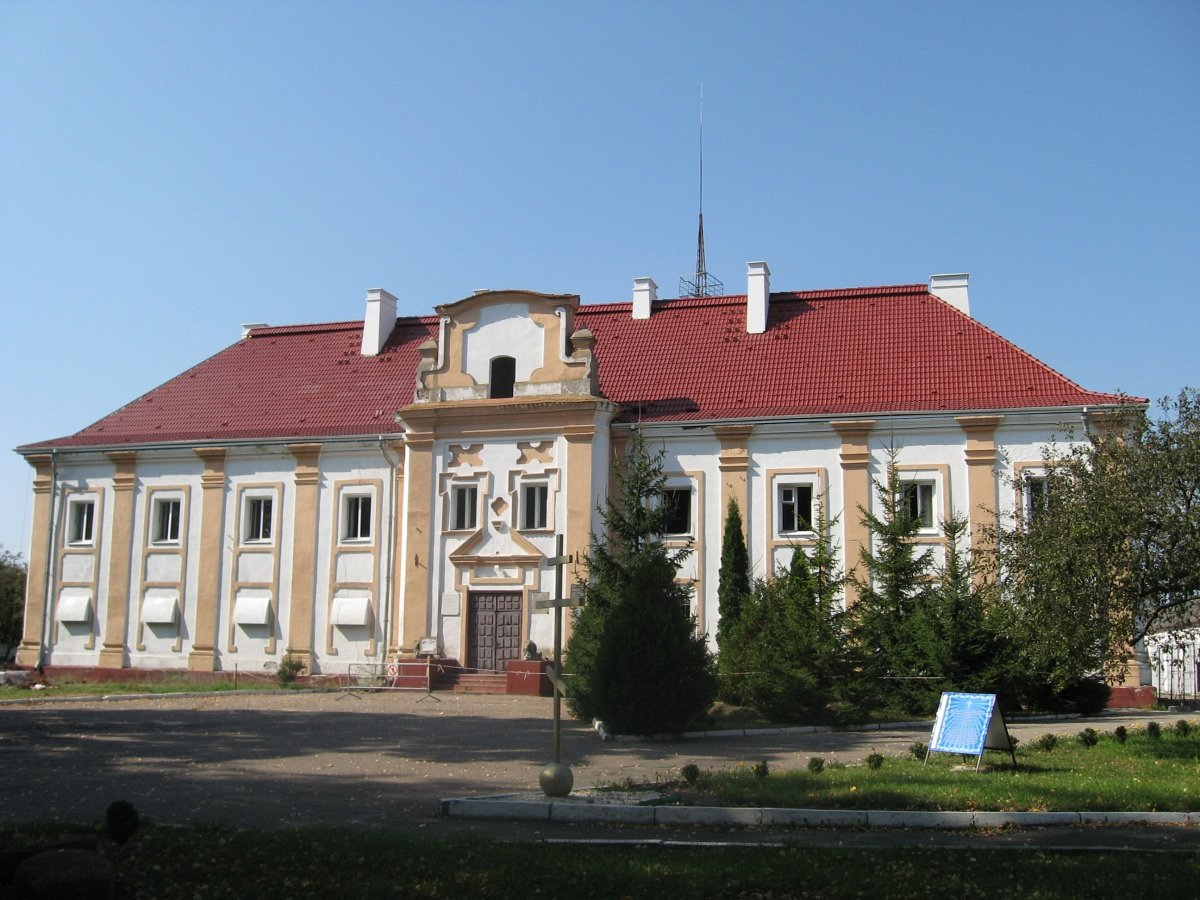
Спасский монастырь, Кобрин